# Stéphane Pottelet
 (mai 2020).
Si vous disposez d'ouvrages ou d'articles de référence ou si vous connaissez des sites web de qualité traitant du thème abordé ici, merci de compléter l'article en donnant les références utiles à sa vérifiabilité et en les liant à la section « Notes et références ».
Stéphane Pottelet, né en 1973, est un pêcheur français, licencié à la Fédération française de pêche sportive au coup. 

## Biographie
Stéphane Pottelet commence la compétition en 1989 à la section concours des Trempeurs de Fil de Coulommiers, devient membre du Team Sensas de Rozay-en-Brie de 1996 à 2013 et rejoint en 2014 le SPP 87, club constitué de quatre membres de l'équipe nationale.
Il évolue depuis 2001 en première division nationale. Il devient membre de l'équipe de France en 2004 où avec laquelle il décroche l'or par équipe au championnat du monde des Nations à sa première sélection.
Il rejoint la société Garbolino en 2016 où il évolue actuellement[Quand ?] en tant que Chef de marque.

## Palmarès

### Championnat du monde
- Championnat du monde de pêche sportive au coup en eau douce
  -  champion du monde par équipes en 2004 (à Willebroek en Belgique)
  -  champion du monde par équipes en 2019 (à Novi Sad en Serbie)
  -  vice-champion du monde individuel en 2005 (à Lappeenranta en Finlande)
  -  vice-champion du monde par équipes en 2009 (à Almere aux Pays-Bas)
  -  vice-champion du monde par équipes en 2013 (à Varsovie en Pologne)
  -  3e par équipe 2024 (à Béthune en France)
  -  3e par équipe 2023 (à Mequinenza-Fayón en Espagne)
  -  3e par équipe en 2017 (à Ronquières Belgique)
  -  3e par équipe 2012 (à Uherské Hradiště en République tchèque)
  -  3e en individuel 2012 (à Uherské Hradiště en République tchèque)
- Championnat du monde de pêche sportive au coup en eau douce par clubs
  -  Champion du monde par clubs en 2024 (à Brezice en Slovénie)
  -  3e avec le SPP87 2017 (à Saint-Quentin en France)

### Championnat d'Europe
- Championnat d'Europe de pêche sportive au coup en eau douce
  -  Champion d'Europe par équipes en 2011  (à Opole en (Pologne)
  -  Vice-champion d'Europe par équipes en 2006 (à Redon)
  -  Vice-champion d'Europe par équipes 2019 (à River Bann en Irlande)
  -  3e par équipes en 2007 (à Modène en Italie)

### Championnat de France
- Championnat de France de pêche sportive au coup en eau douce
  -  Champion de France individuel en 2010 (à Mansigné)
  -  Champion de France individuel  en 2014 (à Saint-Fraimbault-de-Prières)
  -  3e du championnat de France de pêche sportive au coup en eau douce individuel en 2005 (à Limoges)
  -  3e en 2013 (à Bessais le fromental)
  -  3e en 2015 (à Cazaubon)
- Championnat de France de pêche sportive au coup en eau douce des clubs
  -  Champion de France, avec le SPP 87, en 2023 (à Languevoisin)
  -  Champion de France, avec le SPP 87, en 2022 (à Noyon)
  -  Champion de France, avec le SPP 87, en 2014 (à Noyon)
  -  Champion de France, avec le SPP 87, en 2016 (à Toul)
  -  Vice-champion de France en 1996, avec le Team Sensas Rozay-en-Brie, (à Béthune)
  -  Vice-champion de France en 2015 avec le SPP 87 (à Saint Quentin)
  -  3e en 1997, avec le Team Sensas Rozay-en-Brie, (à Froncles)
- Championnat de France de pêche sportive au coup en eau douce des comités départementaux
  -  Champion de France, avec le CD 77 (de Seine-et-Marne), en 2010 (à Saint-Quentin)
  -  Champion de France, avec le CD 77 (de Seine-et-Marne), en 2011 (à Chartres)
  -  Vice-champion de France, avec le CD 77, en 1997 (à Beaucaire)
  -  Vice-champion de France, avec le CD 87, en 2014 (à Availles-Limouzine);
  -  3e en 2002, avec le CD 77, (à Sablé-Parce-sur-Sarthe) et 2007 (au Pellerin).
- Championnat de France de pêche au moulinet en eau douce 
  -  Vice-champion de France individuel en 2013 (à Miramont de Guyenne)
  -  Vice-champion de France en 2014 (à La Roche-sur-Yon)
  -  Vice-champion de France en 2023 (à Saint-Fargeau)

### Classement mondial FIPSED individuel
- Classement individuel sur les 6 dernières années : 1er en 2018
- Classement individuel sur les 6 dernières années : 1er en 2019
- Classement individuel sur les 6 dernières années : 1er en 2023
- Classement individuel sur les 6 dernières années : 1er en 2024

### Podiums obtenus sur les épreuves nationales et internationales

#### Épreuve par équipe de deux
- Garbolino day - Rillé (Indre-et-Loire)
  - 1er 2018 (Florian Lacaze)
  - 1er 2015 (Carole Rose)
  - 2e 2020 (Félix Poché)
  - 3e 2022 (Stéphane Linder)

- Garbolino Rameau Cup - Chemillé-sur-Indrois (Indre-et-Loire)
  - 1er 2022 (Félix Poché)
  - 1er 2020 (Félix Poché)
  - 1er 2019 (Félix Poché)
  - 1er 2018 (Félix Poché)
  - 1er 2013 (Coralie Chenais)

- Garbolino Breizh Cup - Martigné Ferchaud (Ille-et-Vilaine)
  - 1er 2022 (Félix Poché)
  - 1er 2019 (Félix Poché)
  - 2e 2020 (Félix Poché)
  - 2e 2018 (Félix Poché)
  - 3e 2021 (Félix Poché)

- Trophee Garbolino Alsace Denis Marx - Enzheim-Ernolsheim (Bas-Rhin)
  - 1er 2022 (Diégo Da Silva)
  - 2e 2019 (Diégo Da Silva)

- Master des Volcans - Miremont (Puy-de-Dôme)
  - 1er 2017 (Stéphane Linder)
  - 2e 2018 (Stéphane Linder)

- Master du Cassoulet - Beaumont de Lomagne (Tarn)
  - 1er 2018 (Félix Poché)

- Challenge de l'Europe - Creutzwald (Moselle)
  - 1er 2015 (Coralie Chenais)
  - 2e 2016 (Carole Rose)

- Master du Gard - Saint Gilles (Gard)
  - 1er 2015 (Carole Rose)

- Master du Pruneau - Bajamont (Lot-et-Garonne)
  - 1er 2023 (Florian Lacaze)
  - 3e 2019 (Florian Lacaze)
  - 2e 2021 (Félix Poché)

- Épreuve internationale de Biches (Nièvre)
  - 1er 2018 (Sébastien Flament)

- Tournoi triangulaire de Montereau (Seine-et-Marne)
  - 1er 1993 (Christophe Gazannois)
  - 1er 1996 (Christophe Gazannois)
  - 2e 1999 (Christophe Gazannois)
  - 2e 2001 (Christophe Gazannois)

- Marathon international d'Abbeville (Somme)
  - 1er 1996 (Benoit Vanleene)

### Épreuve par équipe de 3 à 5 pêcheurs
- Finale challenge Sensas
  - 1er 2014 - Chartres (Eure-et-Loir) avec le SPP87
  - 3e 2008 - Belfort (Territoire de Belfort) avec le Team Rozay en Bbrie

- Trophée des 3 pêches Garbolino-Rive
  - 1er 2001 - Niort (Deux-Sèvres) avec le Team Rozay en Bbrie
  - 1er 2002 - Triel (Yvelines) avec le Team Rozay en Bbrie

- Trophée de France
  - 1er 1998 - Bonneuil-sur-Marne (Val-de-Marne) avec le Team Rozay en Bbrie

- Épreuve internationale du Pays de Montbéliard
  - 1er 1997 avec le Team Rozay en Bbrie

- Épreuve internationale de Biches (Nièvre)
  - 2e en 2018
  - 2e en 2011
  - 3e en 2015

- Master de l'est Saint-Dizier (Haute-Marne)
  - 2e 2015 - avec le SPP87
  - 3e 2016 - avec le SPP87

- Championnat inter-régional des clubs
  - 1er 2019 - Marans (Charente-Maritime) avec le SPP87
  - 1er 2002 - Bagneaux-sur-Loing (Seine-et-Marne) avec le Team Rozay en Bbrie
  - 1er 2001 - Rixheim (Haut-Rhin) avec le Team Rozay en Brie

#### Épreuves individuelles
- All Star Game (Amiens)
  - 1er 2022
  - 2e 2019

- Festival Sensas Bzh (Jugon-les-lacs)
  - 1er 2022

- Festival Sensas (Eure-et-Loir)
  - 3e 2014

- Open Declic 
  - 1er 2003
  - 2e 2002